# HD 54153
HD 54153，又名CD-38 3163，SAO 197572、HR 2685，是一颗恒星，视星等为6.11，位于銀經249.27，銀緯-13.81，其B1900.0坐标为赤經7h 2m 36.2s，赤緯-38° -13.81′ 44″。